# امیرشاه
امیرشاه، یکی از پسران قاورد حاکم سلجوقیان کرمان و فرمانده ارتش سلاجقه بود. وی در جریان فتح سیستان، بندر تیس و سواحل عمان و شکست سجزیان نقش مهمی ایفا کرد.